# South Nation River
Der South Nation River (französisch Rivière Nation) ist ein rechter Nebenfluss des Ottawa River in Ost-Ontario in  Kanada.
Er hat seinen Ursprung in den Wäldern und Sümpfen nördlich von Brockville.
Von dort aus fließt er 161 km in nordöstlicher Richtung zum Ottawa River, in den er nördlich von Plantagenet mündet. 
Sein Einzugsgebiet umfasst 3830 km².
Der Fluss heißt "South Nation River", um ihn von dem fast gleichnamigen Fluss in Québec zu unterscheiden, der von Norden her kommend in den Ottawa River mündet und "Petite-Nation River" oder Rivière de la Petite Nation genannt wird. 
Die Namen beider Flüsse leiten sich aus dem französischen Namen des ursprünglich hier lebenden Indianerstammes, den Weskarini, ab.
Das Umland des Flusses war ursprünglich mit Weymouth-Kiefernwäldern bedeckt.
Heute wird es hauptsächlich von der Landwirtschaft genutzt.
Der Fluss entwässert ein nahezu flaches Gelände. Durch das Fehlen eines Gefälles, neigen die Gewässer zu Überflutungen. 
Dämme und Hochwasserschutzmaßnahmen wurden deshalb eingerichtet, um die Schäden durch saisonale Fluten im Einzugsgebiet des Flusses zu reduzieren. 
Nennenswerte Zuflüsse sind (in Abstromreihenfolge):
- North Branch South Nation River
- Sandy Creek
- Payne River
- mehrere Flussarme des Castor River
- Moose Creek
- Bear Brook
- Scotch River
- Caledonia Creek

Gemeinden am Fluss sind (in Abstromreihenfolge): 
- Spencerville
- South Mountain
- Chesterville
- Crysler
- St. Albert
- Casselman
- Alfred and Plantagenet